# Жамбыл (Карасайский район)
Жамбыл (каз. Жамбыл) — село в Карасайском районе Алматинской области Казахстана. Входит в состав Умтылского сельского округа. Код КАТО — 195255300.

## Население
В 1999 году население села составляло 1833 человека (898 мужчин и 935 женщин). По данным переписи 2009 года, в селе проживали 2504 человека (1179 мужчин и 1325 женщин).